# HMNZS Achilles (70)
L'HMNZS Achilles (Pennant number 70), quinta nave da guerra britannica a portare questo nome, è stato un incrociatore leggero della Classe Leander della Royal Navy. Venne impostata nei cantieri Cammell-Laird l'11 giugno 1931, varata l'11 settembre 1932 ed entrò in servizio il 10 ottobre 1933. Divenne famoso soprattutto per aver partecipato il 13 dicembre 1939 alla Battaglia del Rio della Plata nella quale, assieme al gemello Ajax e all'incrociatore pesante Exeter, danneggiò col tiro dei cannoni la corazzata tascabile tedesca Admiral Graf Spee che in seguito fu costretta ad autoaffondarsi al largo di Montevideo, Uruguay.
Successivamente il 23 febbraio 1940 si portò ad Auckland, Nuova Zelanda, dove entrò nello ANZAC Squadron; nel settembre 1941 venne ceduto alla costituenda Royal New Zealand Navy, acquisendo il prefisso HMNZS (His Majesty's New Zealand Ship ed impegnato sul fronte del Pacifico, partecipando alla campagna di Guadalcanal e alla battaglia di Okinawa.

## Servizio

### Anni 30
Al momento dell'ingresso in servizio l'Achilles venne assegnata al New Zealand Squadron, che raggruppava navi equipaggiate principalmente con neozelandesi. Pochi mesi prima dello scoppio della seconda guerra mondiale venne assegnato alla Divisione sudamericana, dove rimase dopo l'inizio delle ostilità.

### La seconda guerra mondiale

#### 1939-1941

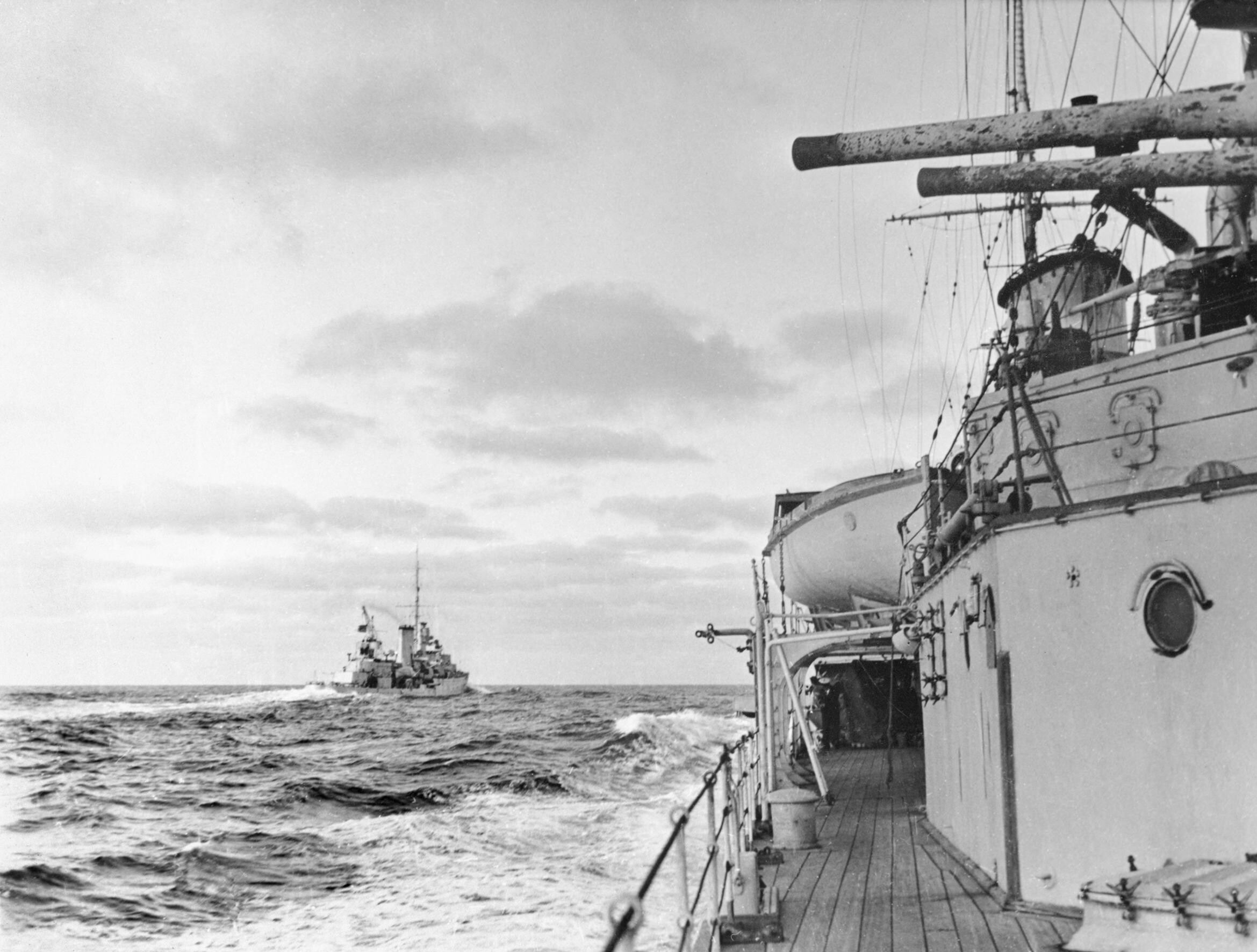
Gli incrociatori leggeri Alleati HMS Achilles ed HMS Ajax durante l'inseguimento allAdmiral Graf Spee

Il 3 settembre 1939 giorno dell'entrata in guerra del Regno Unito, intercettò le navi tedesche Olinda e Carl Fritzen, che si autoaffondarono prima di essere catturate. Per il resto del mese rimase di pattuglia nella zona delle isole Falkland, venendo impiegata dall'inizio del mese di ottobre nella caccia alla corsara tedesca Graf Spee. Il 5 dicembre intercettò insieme alla Cumberland il mercantile tedesco Usskuma, autoaffondato anche questo dall'equipaggio. Il 13 dicembre prese parte alla battaglia del Río de la Plata insieme agli incrociatori Exeter e Ajax, costringendo la Graf Spee a riparare nel porto di Montevideo, dove si sarebbe autoaffondata pochi giorni dopo.

#### 1942-1945

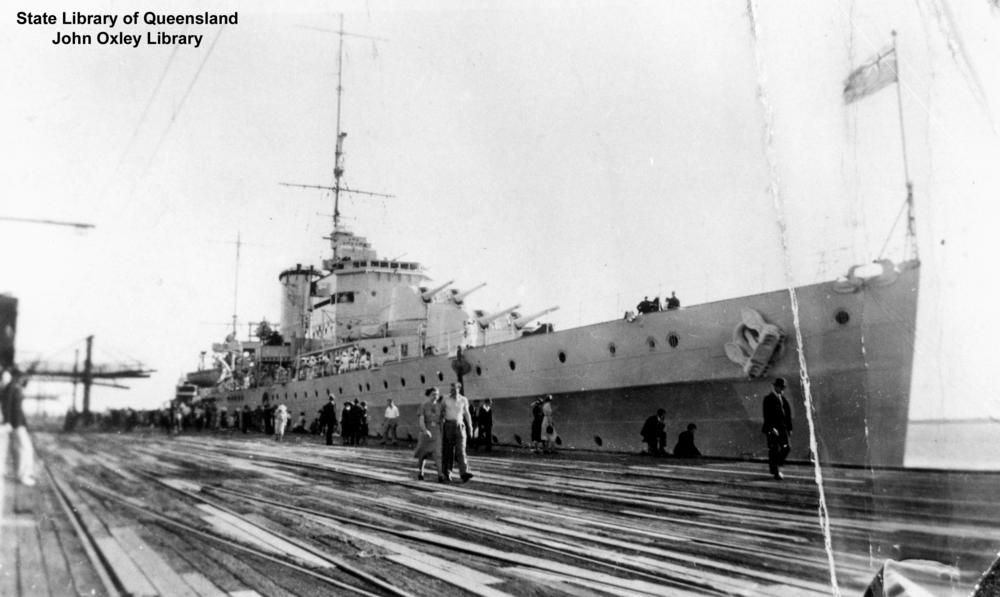
La HMNZS Achilles ormeggiata in una foto dell'Archivio di Stato del Queensland.